# Марсель Пико (стадион)
Стадион «Марсель Пико» (фр. Stade Marcel-Picot) — футбольный стадион, расположенный в пригороде Нанси — Томблен, Франция. Стадион был построен в 1926 году и является домашним для футбольного клуба «Нанси». Рекорд посещаемости был установлен в сезоне 1976—1977 на матче Нанси — Сент-Этьен, за которым наблюдало 30 384 зрителя. В данный момент, стадион полностью перестроен. В новом виде он был открыт в 2003 году. Сейчас стадион вмещает 20 087 зрителей.
К 2016 году планируется перестроить стадион, что обойдется примерно в 70 млн евро. Работы по реконструкции завершатся к началу сезона 2013/2014. Вместимость увеличится до 35 000 мест.